# 烏爾蘇爾河

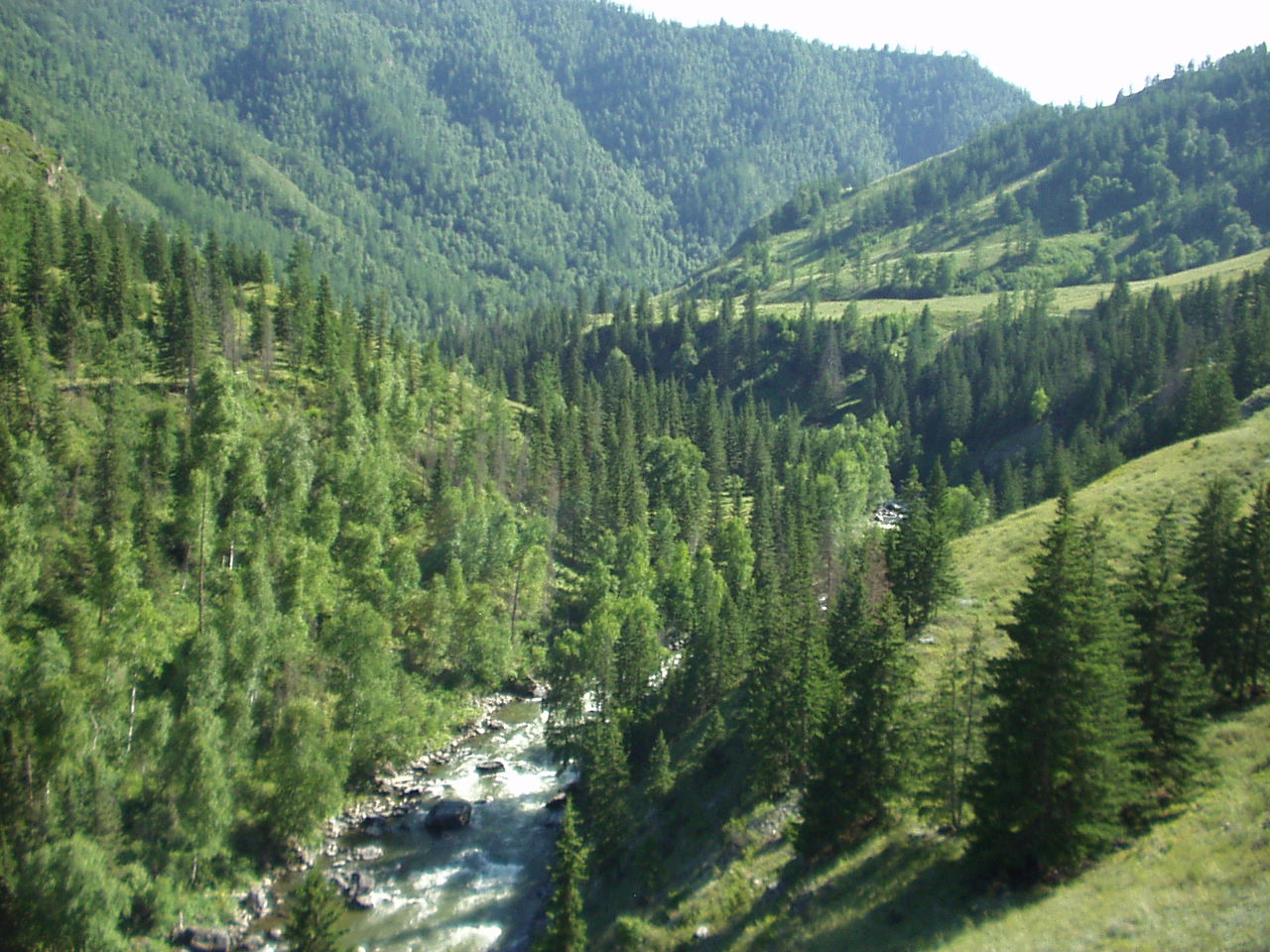

烏爾蘇爾河是俄羅斯的河流，位於阿爾泰共和國，屬於卡通河的支流，河道全長119公里，流域面積3,710平方公里，發源自捷列克塔山，河水主要來自雨水。